# Haplostola aphelioides
Haplostola aphelioides är en fjärilsart som beskrevs av Heinrich Benno Möschler 1890. Haplostola aphelioides ingår i släktet Haplostola och familjen nattflyn. Inga underarter finns listade i Catalogue of Life.